# Heinrich II. (Sponheim-Starkenburg)

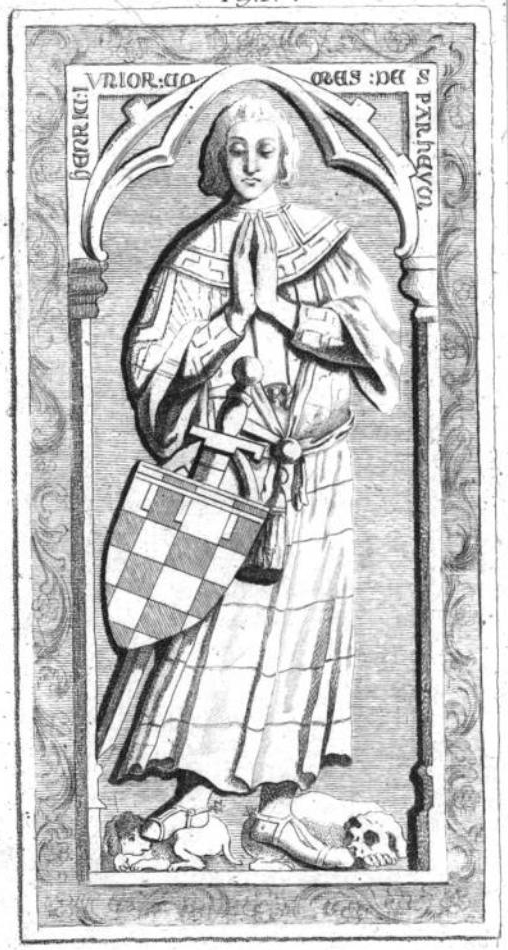
Graf Heinrich II. von Sponheim-Starkenburg

Graf Heinrich II. von Sponheim, der Jüngere (* zwischen 1292 und 1295; † vor 11. Oktober 1323 in Wolfstein) entstammte dem Adelsgeschlecht der Sponheimer und regierte die Grafschaft Sponheim. Seine genauen Regierungsjahre sind jedoch unbekannt.

## Leben
Heinrich II. von Sponheim war der älteste Sohn des Grafen Johann II. von Sponheim und dessen ersten Ehefrau Katharina von Vianden. Als Junge soll er in Italien kaiserlicher Hofrichter gewesen sein. Er heiratete im Januar 1315 Loretta von Salm, Tochter des Grafen Johann I. von Salm und der Jeanne von Joinville (einer Tochter des Lords Geoffrey de Geneville). Der Ehevertrag war schon drei Jahre zuvor unterzeichnet worden. Zur Zeit der Heirat war Loretta etwa 16 Jahre alt und Heinrich fast doppelt so alt. Das junge Paar lebte zunächst in Herrstein, da Heinrich die Burg Herrstein mit Zubehör von seinem Vater und dessen 2. Gemahlin Katharina von Ochsenstein zum Unterhalt erhalten hatte. In der Burg Herrstein wurden die Kinder vermutlich geboren. Später zog das Paar nach der Burg Alt-Wolfstein an der Lauter. Heinrichs II. Onkel, Propst Heinrich von Sponheim (zu Aachen, Utrecht u. Köln), hatte diese Burg mit Umland von Kaiser Heinrich VII. wegen seiner Verdienste in der Italienfahrt als Reichspfandgut erhalten, und stellte sie dem Paar zur Verfügung. Sie lebten etwa vier Jahre in Wolfstein, wonach Graf Heinrich II. im Alter von 40 Jahren starb. Er wurde neben seiner Mutter Katharina von Vianden im Kloster Himmerod beigesetzt. In seinem Grabstein findet sich eine Abbildung, die einen jungen, schlanken, lockenhaarigen Mann zeigt. Graf Johann II. lud 1323 die saynischen und jülicher Grafenverwandten, sowie seinen Lehnsmann Johann von Braunshorn als auch die Freunde Eberhard von Randeck und Volker von Starkenburg, für einen (Familien-)Rat über die Nachfolge in der Herrschaft ein. Er überlebte seinen Sohn etwa ein Jahr, wonach dessen Witwe Loretta die Regentschaft übernahm. Es ist zweifelhaft, ob Heinrich II. eine sponheimische Mitregentschaft seines Vaters jemals ausübte.

## Nachkommen
Aus der Ehe mit Loretta von Salm († 1345/6) entstammen folgende Kinder:
- Johann III., Graf von Sponheim (* 1315; † 20. Dezember 1398), ⚭ September 1331 Mechthild von der Pfalz
- Heinrich, Stiftsherr zu Straßburg, Aachen etc.
- Gottfried, Erzdiakon zu Longuyon († 1396)